# ショカツ人
ショカツ人（ショカツじん、セルビア・クロアチア語・ショカツ語:Šokci / Шокци ショクツィ、ハンガリー語:Sokácok）は、主にクロアチア東部およびセルビア北部、ハンガリー南東部に住む南スラヴ人の民族集団のひとつであり、大部分は自身をクロアチア人と規定している。ショカツ人はセルビアでは独立した民族として認定されているが、その他の国ではクロアチア人の一部とみなされている。彼らは他のクロアチア人の多くとは異なる、独自の民族文化を持つ。ドナウ川やサヴァ川沿いの町に散在しており、その範囲はスラヴォニア、バラニャ、スレム / スリイェム、バチュカ西部にまたがる。これらの地域は今日ではクロアチア東部、セルビア北部（ヴォイヴォディナ）、およびハンガリー南東部に属している。
ショカツ人の故地はクロアチアのスラヴォニアおよびスリイェム地方と考えられている。

## 民族性と歴史
ショカツ人の起源は完全には分かっていない。
中世初期に「Succi」や「Succus」と呼ばれる集団があり、彼らはパンノニアのイリュリア人とトラキア人を隔てていたとされる。マティヤ・ペタル・カタンチッチは、ショカツ人がトラキア人の一部族に起源を有すると考えたが、語源学に基づく現代の学説ではショカツ人はオスマン帝国がヨーロッパ領土を失いつつある時代にボスニアからサヴァ川を超えて移住してきたと考えられている。
バラニャのショカツ人は、オスマン帝国がヨーロッパの領土を失いゆく18世紀にボスニアのスレブレニツァから集団移住したクロアチア人であると考えられている。ショカツ人が現在の居住地に移住した正確な年代は不明であるが、スラヴォニアおよびヴォイヴォディナのショカツ人は、これらの地域に住むようになった最古のクロアチア人で、同じ地域に住むその他のクロアチア人はそれよりも新しい居住者と考えられている。ショカツ人が外来の居住者ではなく古くからの土着の住民であるとする民族感情は、ショカツ人の間で根強い。
オスマン帝国時代初期の税務記録（デフテル）では、1615年にショカツ人に関する記録が現れる。ヒジュラ暦の1024年サファル月9日の記録によると、ショカツ人は「ラテンの信仰」を持っており、「宗教的にセルビア人やギリシャ人、ヴラフ人とは完全に異なる」とされている。カトリック教会の記録にも登場し、それによると彼らは1935年にイェロニム・ルチッチ（Jeronim Lučić）をボスニアおよびスラヴォニアの司教とするよう求めたとされる。
カルロヴィッツ条約によってオスマン帝国領ではなくなったジャコヴォでの1702年の国勢調査によると、400人から600人程度がカトリック教徒のスラヴ人・スラヴォニア人（ラテン語: Slavi catholicae fidae）と答えている。後にタディヤ・スミチクラスはこの国勢調査を調査し、「スラヴォニア人」および「ショカツ人」（"Slovinci" / "Šokci"）という用語を使用した。アントゥン・カニジュリッチ（1699年 - 1766年）によると「ショカツ人」の語は、正教徒がカトリック教徒のスラヴォニア人を指して用いるスラングであるとされた。
オーストリア帝国の国勢調査でも多数のショカツ人が、スラヴォニアおよびヴォイヴォディナに居住していることが記されている。1840年の調査によると、クロアチアおよびスラヴォニアの人口は1,605,730人であり、うち777,880人（48%）はクロアチア人、504,179人（32%）はセルビア人、297,747（19%）はショカツ人とされている。ショカツ人はポジェガ、ヴィロヴィティツァ、スレム / スリイェム、スラヴォニア・クライナ（Slavonian Krajina、軍政国境地帯の一部）に多くみられた。1910年の国勢調査によると、68,725人のブニェヴァツ人およびショカツ人がバチュカに、13,012人のショカツ人がバラニャに住んでいた。

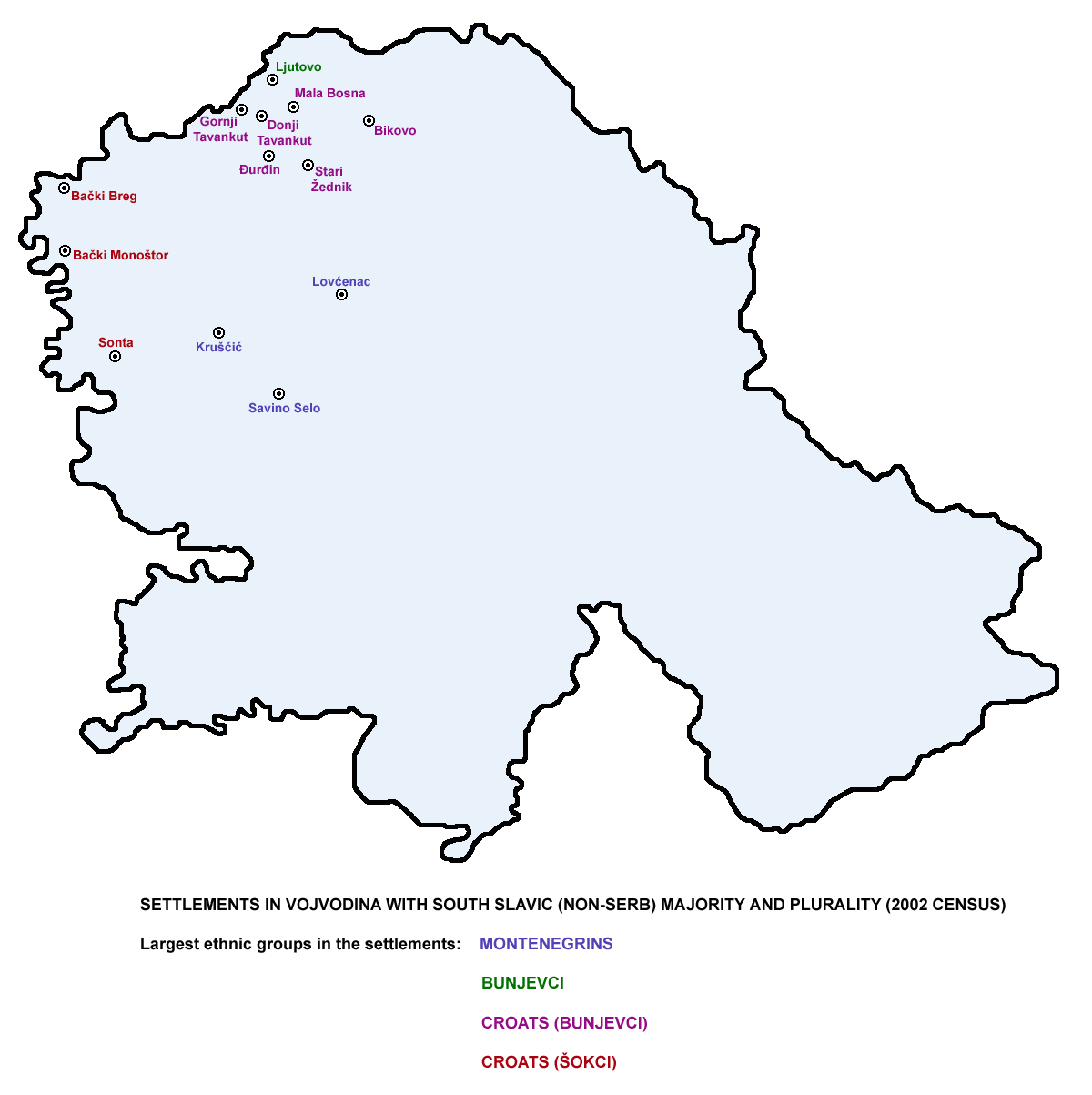
2002年のセルビア国勢調査で、ブニェヴァツ人、モンテネグロ人、並びにクロアチア人を名乗る人々（多くがショカツ人あるいはブニェヴァツ人）が多数・比較多数を占めた町村。クロアチアとの国境に近い北西の村でショカツ人が多く見られる

ショカツ人はクロアチア、ハンガリーおよびセルビアに多く住んでおり、こんにちでは一般に彼らは自身をクロアチア人の一部とみなしている。1991年以降のセルビアの国勢調査では、ショカツ人はブニェヴァツ人とともに独自の民族として認められている。同じ地域に住むブニェヴァツ人とは異なり、ショカツ人の大部分は自身をクロアチア人とみなしているが、一部は国勢調査においてユーゴスラビア人と回答している。1991年のセルビア（ユーゴスラビア連邦共和国）の国勢調査では、1922人が自身をショカツ人と回答しており、クロアチア人との回答の数はこれを大きく上回った。同じく2002年の国勢調査では自身をショカツ人と回答した者は少数にとどまり、「その他」として一括されている一方、クロアチア人との回答は7万人を超えた。「ショカツ人」を「クロアチア人」と並べて独立した民族として扱うセルビアの国勢調査について、クロアチアではこれを不自然かつ有害とする意見がある。彼らはこれについて、ショカツ人がクロアチア人とは異なる古くからの民族であるとする「神話」を強化し、ショカツ人を政治的神話の渦中に放り込み、19世紀に多くみられたようなセルビア人とクロアチア人の対立を煽るものであるとしている
一般に、ショカツ人の人口およびその比率は減少しており、これは世代交代に伴って財産を分割するのを嫌って子どもを1人しか持たないようにしてきたショカツ人の伝統によると考えられる。こうした慣習は19世紀や20世紀でも残っており、ショカツ人は次第に、より多くの子どもを持つ周辺の他の人々に人口比率で圧倒されていった。
バチュカにおいてショカツ人が多く住むのは、ソンタ（アパティン市）、バチュキ・ブレグおよびバチュキ・モノシュトル（ソンボル市）といった村々である。2002年のセルビアの国勢調査では、これらの村の人々の大部分は自身をクロアチア人と回答した。
ハンガリー領においては、ショカツ人の大部分はバラニャに住み、特にモハーチに多い。
クロアチア領のスラヴォニア東部およびスリイェム地方は、「ショカツ人の地」を意味する「ショカディヤ（Šokadija）」の名で呼ばれる。ショカディヤという呼称は1633年（ナシツェ周辺地域）、18世紀初頭（ジャコヴォ周辺地域）の文献や、1757年のアントゥン・カニジュリッチの著書でも見られる。ショカディヤの厳密な範囲は定まっておらず、「ショカツ人の故地」を漠然と指し示すものである。

## 宗教と言語

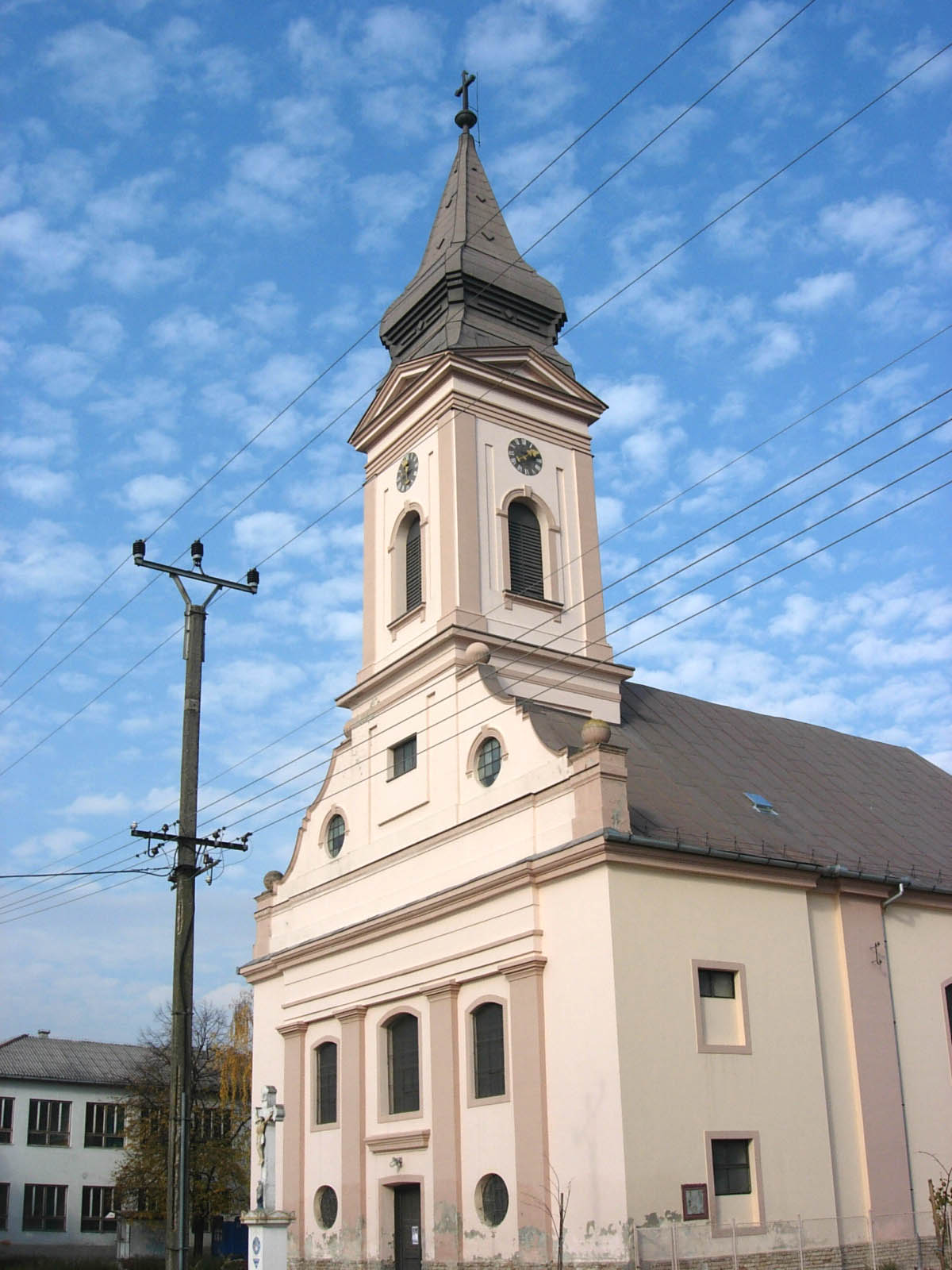
セルビア・ヴォイヴォディナにあるショカツ人の村・ソンタのカトリック教会聖堂

ショカツ人はラテン典礼によるカトリック教会の信徒である。ショカツ人の言語は古シュト方言のスラヴォニア方言に属する、もっぱらショカツ人のみが使う独自の方言であり、ブニェヴァツ語との関連が強い。スラヴォニア方言にはイ方言とエ方言が混在しており、イ方言はポザヴィナ、バラニャ、バチュカ、ならびにスラヴォニア方言の飛び地となっているデルヴェンタで多く見られ、他方でエ方言はポドラヴィナに多い。しかし、一方の方言が多い地域の中にも他方の方言の飛び地があったり、エ方言とイ方言、あるいはイェ方言とイ方言の混合などもみられる。

## 文化と風習

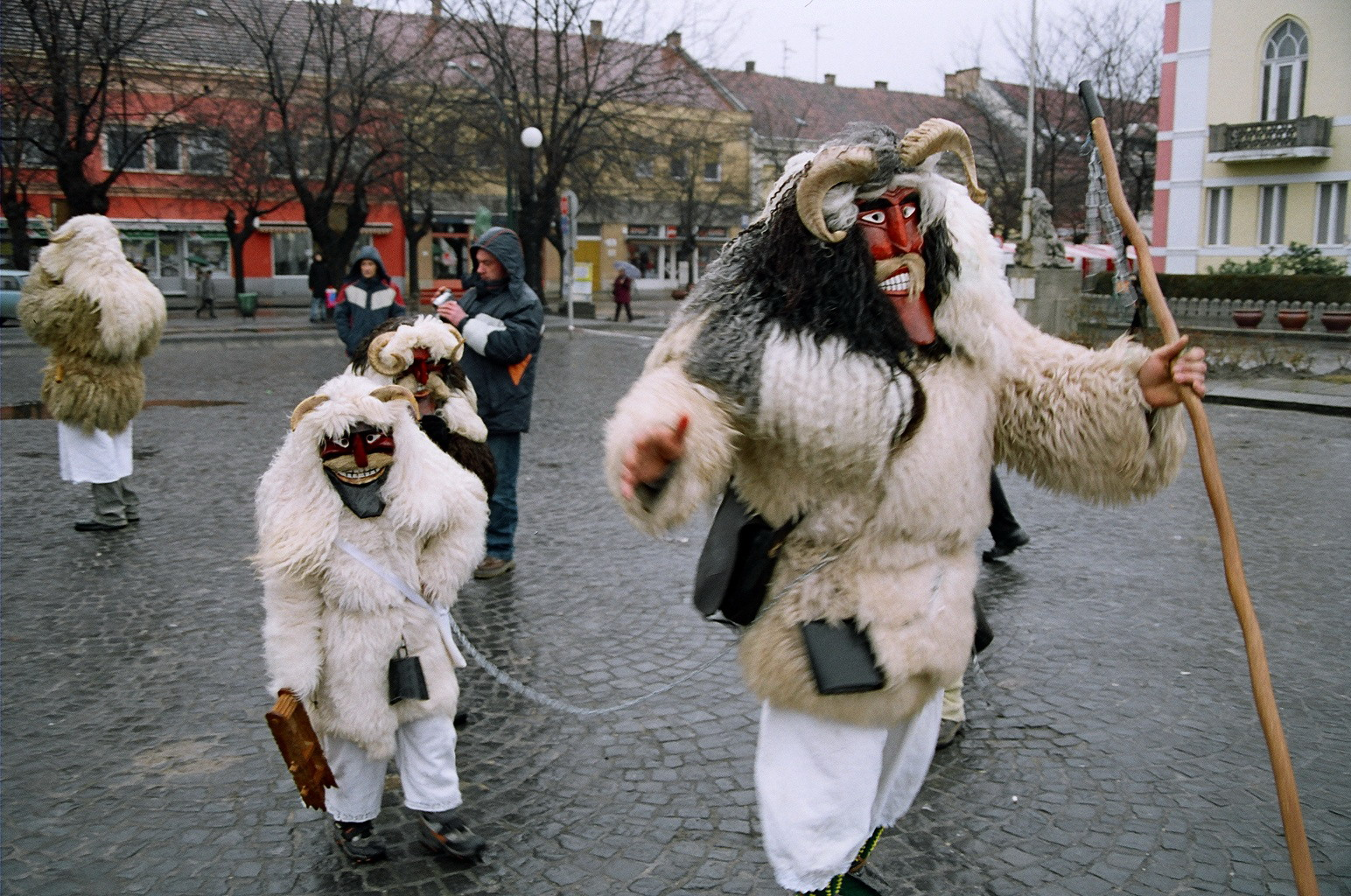
ハンガリー南部のモハーチにて、冬の終わりに行われるショカツ人の祭り・ブショーヤーラーシュ（2006年2月）

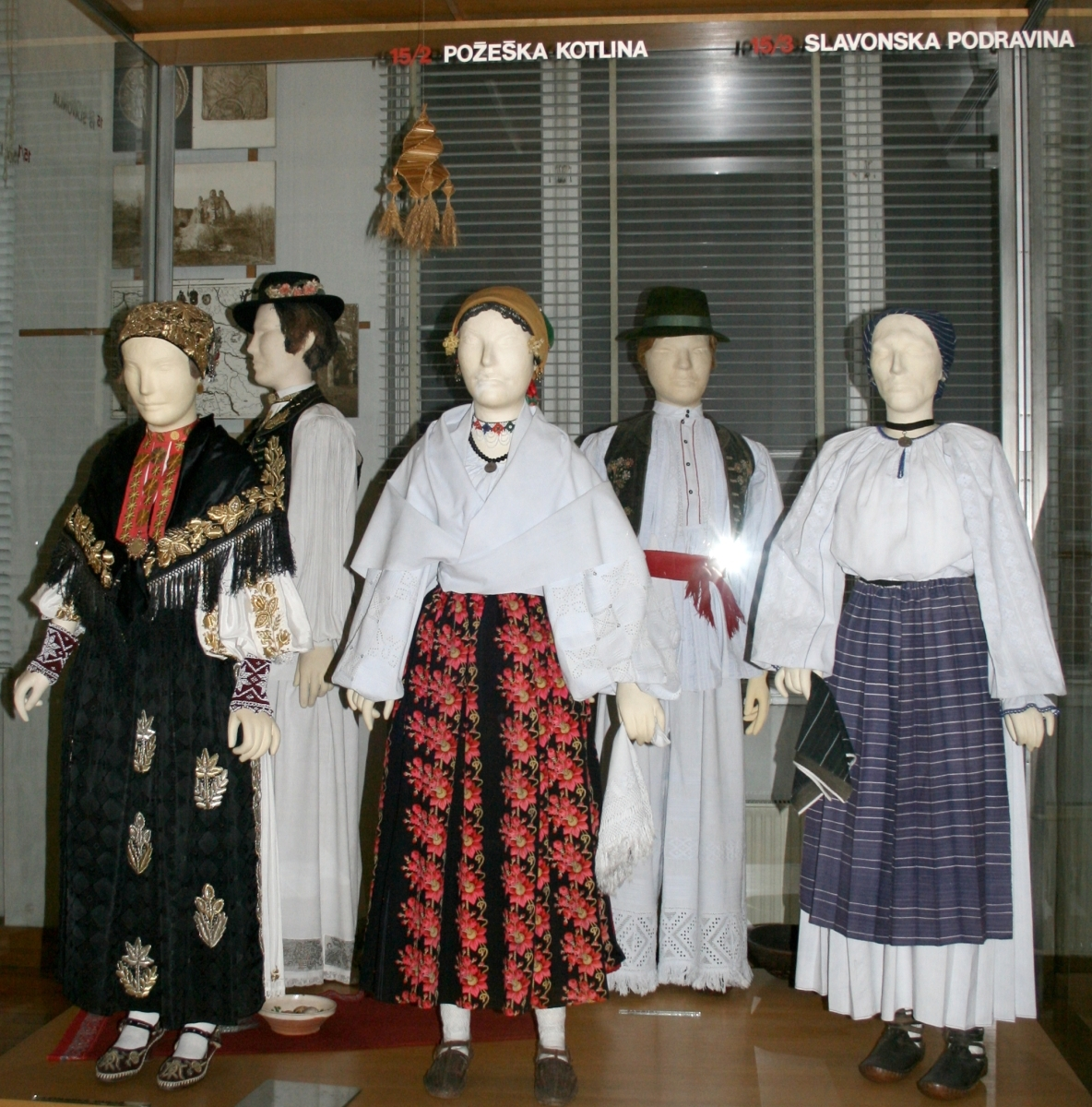
ショカツ人の民族衣装

ショカツ人の伝統の多くはその環境に根ざしたものであり、肥沃なパンノニア平原に住み、村を取り巻く広大な畑で麦やトウモロコシを栽培するショカツ人の生活様式と関連している。典型的には、村には1本のメインストリート（ショル šor）が通り、それに沿って住居や庭が並び、井戸が設けられている。メインストリートの両側には水路があり、水路から各家庭に水が供給される。
各家庭ではカモやガチョウなどの家禽も飼われているが、食肉の最大の供給源はブタであり、ショカツ人の伝統的な家屋ではほぼ必ず飼育されている。秋には伝統的な屠殺の祭りが行われ、ハムやソーセージ（特にクレン）、ベーコンなどの豚肉製品が作られる。果物ではプラムが多用され、ラキヤの原料として用いられる。
ショカツ人は伝統的に豊かな生活を送ってきており、民俗習慣への関心が高い。ショカツ人の住むどの村にも文化団体が組織され、民俗歌謡・舞踊が守られている。よく知られたショカツ人の民俗歌謡にはベチャラツなどがある。またショカチュコ・シイェロと呼ばれる祭りが毎年催される。ショカツ人の音楽は大部分がタンブラで演奏され、ショカツ文化を特徴づけるものとなっている。多数のショカツ人のタンブラ演奏団が、クロアチアで全国的な評価を得ている。タンブラの筐体は、伝統的にはカエデ、ポプラ、あるいはプラムの木で作られるが、こんにちのものはトウヒやモミの木が主に用いられる。この他の楽器としてはバグパイプが多く使われる。ショカツ人の伝統的な結婚式では多くの来客が訪れ、時に村じゅうが加わることもある。
ショカツ人の衣装はレースの装飾が施された麻地のもので、その主部を占めるのはオプレチャクとクリラ（oplećak i krila）と呼ばれるブラウスである。女性が一式の衣装をそろえて着るのは夏期の間だけで、冬季には代わりにウールのスカートが用いられる。ショカツ人の民族衣装の重要な装飾として、ドゥカティ（dukati）と呼ばれる黄金色のコインがある。豊かな家の娘は多くのコインが縫い付けられた衣装をまとい、富の象徴となっていた。

## ギャラリー

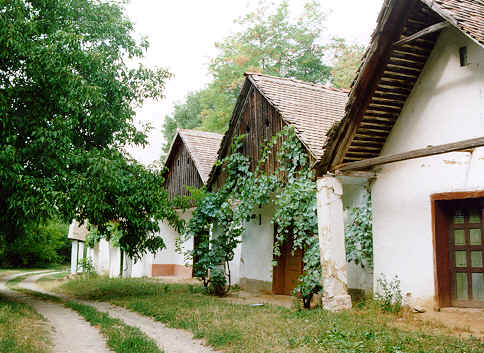
クロアチア・ドラジュ（英語版）のショカツ人の家
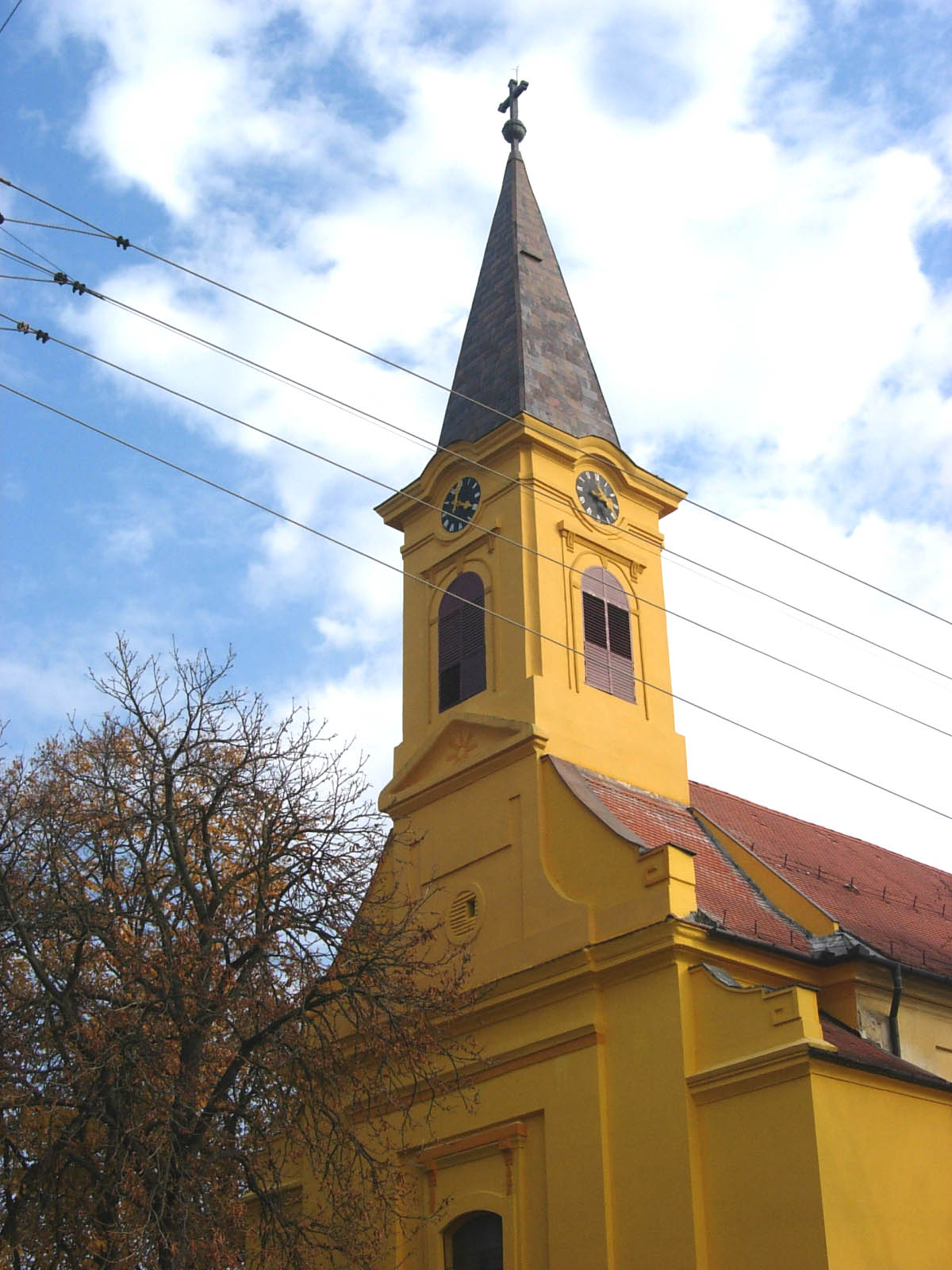
セルビア・バチュキ・モノシュトル（英語版）のカトリック聖堂
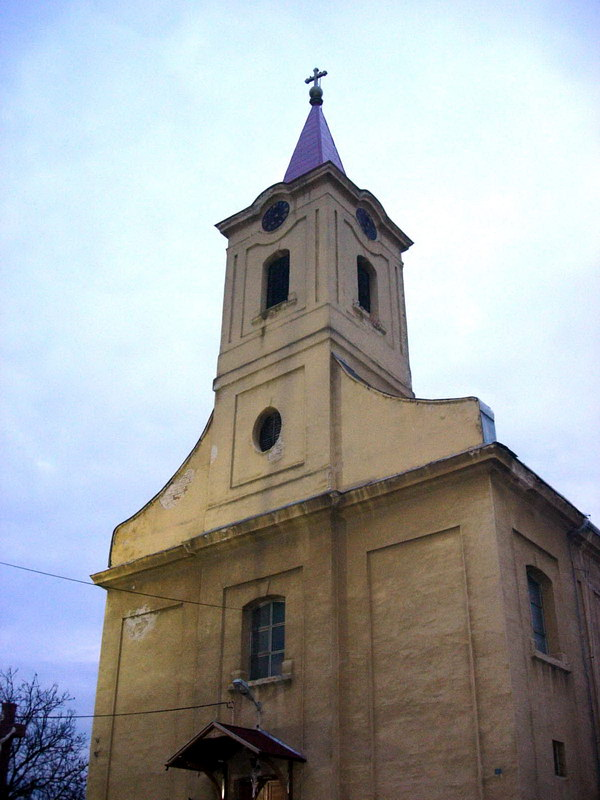
セルビア・バチュキ・ブレグ（英語版）のカトリック聖堂